# TNA 임팩트 2011
TNA 임팩트 2011(TNA Impact : 2011)은 사우스피크 게임사가 2010년 발매한 TNA의 콘솔 및 휴대용 작품이다.